# Casa consistorial de Aracena
La casa consistorial de Aracena es un edificio de carácter histórico situado en el municipio español de Aracena, en la provincia de Huelva, comunidad autónoma de Andalucía. Construido hacia comienzos del siglo XX, el edificio acoge la sede administrativa del ayuntamiento de Aracena.

## Características
El proyecto fue obra del arquitecto Aníbal González, quien también dirigió su construcción. Las obras se desarrollaron en el período 1909-1911, siendo costeadas por los hermanos Francisco Javier y Miguel Sánchez-Dalp, miembros de una ilustre familia de la zona. El ayuntamiento de Aracena se trata de un edificio de estilo neomudéjar, en cuya fachada se mezclan elementos visuales como el rojo del ladrillo y el blanco de la piedra caliza local. Presenta una planta triangular y dispone de tres pisos principales, además de sótano y ático. Entre 1989 y 2001 se realizaron trabajos de rehabilitación.